# Charles Philibert de Lasteyrie
Charles Philibert de Lasteyrie du Saillant, né le 4 novembre 1759 à Brive et mort le 3 novembre 1849 à Paris, est un agronome, philanthrope français. Il est l'un des premiers lithographes français.

## Biographie
Charles Philibert de Lasteyrie appartient à une ancienne famille, les Lasteyrie, remontant au XIIIe siècle, dont le berceau est Allassac.
Proche de Mirabeau (un de ses frères ayant épousé une sœur de celui-ci) et de La Fayette, il soutient la Révolution française. En 1793-1794, il demeure dans le domaine de Guermantes, que sa famille loue depuis 1792, près de Lagny-sur-Marne, et où il mène des travaux agronomiques.
En 1801, il fait partie des fondateurs de la Société d'encouragement pour l'industrie nationale : il joue un rôle important, d’abord au comité des arts économiques, puis au comité des arts agricoles et enfin comme vice-président de la Société de 1815 à 1845. 
C'est dans le cadre de cette Société, qu'il crée à Paris l'un des premiers établissement de lithographie en France : en 1804, il avait racheté un lot de pierres lithographiques à l'imprimeur installé rue du Pont-aux-Choux, Frédéric André (fils de Johann André, et qui fut sans doute le véritable pionnier français de cette nouvelle technique) ; En 1812, il part pour Munich et se documente sur cette invention de l'Allemand Aloys Senefelder avec lequel il passe un accord ; cependant, les guerres napoléoniennes retardent la mise en œuvre d'une véritable presse à Paris ; un second voyage en Bavière en 1814, lui permet de mener enfin à bien son établissement, qui ouvre le 15 avril 1816 au 54, rue du Four Saint Germain, précédant l'ordonnance du roi Louis XVIII du 8 octobre 1817 réglementant le statut d'imprimeur-lithographe. Devenu le rendez-vous de nombreux artistes comme Vernet, Michallon, Isabey qui s'essayent à cette technique, Lasteyrie transmet son établissement à ses employés en 1825, dont Rémy-Louis Brégeaut.
Peu après l'avènement de la monarchie de Juillet, il fait partie du « Comité central franco-polonais, formé à Paris le 28 janvier 1831 », comité institué peu après que la diète polonaise ait déchu le tsar Nicolas Ier de son titre de roi de Pologne ; le président du comité est le général La Fayette et Charles de Lasteyrie est un des vice-présidents.
Marié avec sa cousine Marie Geneviève Jeanne (1770-?), il est le père de Ferdinand Charles Léon de Lasteyrie du Saillant et l'oncle de Jules de Lasteyrie, tous deux écrivains et hommes politiques d'orientation orléaniste.

## Œuvre
Charles Philibert de Lasteyrie a traduit les Sentences, un recueil de maximes d'inspiration pythagoricienne attribuées à Sextus le Pythagoricien.

## Galerie

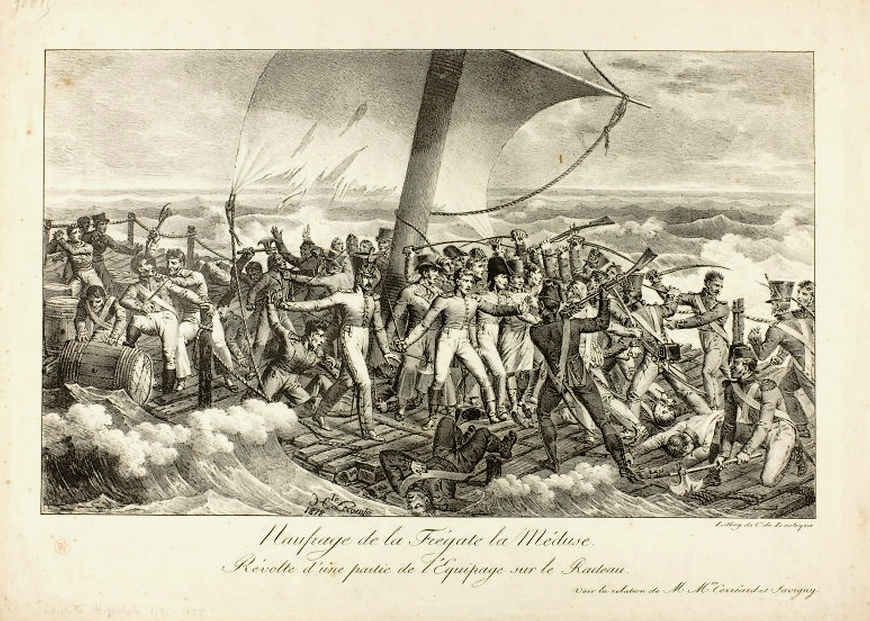
Le Naufrage de La Méduse, 1818, lithographie de Lasteyrie d'après une composition d'Hippolyte Lecomte.
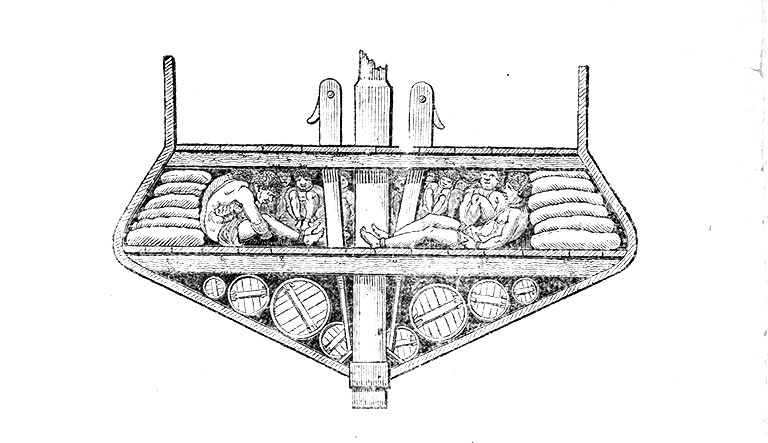
Intérieur d'un navire négrier, 1826, d'après une aquarelle de Bernardin de Saint-Pierre.